# Олекса Росич
Олекса Росич (справжнє прізвище: Олексій Андрієнко; нар. 6 червня 1975, Донецьк) — український письменник, сценарист, режисер та актор. Член Національної спілки кінематографістів України та Національної спілки театральних діячів України.

## Життєпис
Олексій Росич народився 6 червня 1975 р. у Донецьку. У 1991 році закінчив Макіївське медичне училище за фахом фельдшер-акушер. З 1991 до 1996 року навчався у КДІТМ за фахом актор театру і кіна. Після закінчення якого — актор Київського театру імени Лесі Українки у 1996-1999 роках. 
Потім працював журналістом газети «Український футбол». 
У 2000-2005 роках навчався у Київському університеті театру, кіно та телебачення ім. Карпенка-Карого (майстерня Олександра Коваля), який закінчив за фахом режиссура документального фільму. 
Одружений. Має двох доньок: Ладу та Дарину.

## Доробок

### Фільмографія
- 2002 — «Чадо» — сценарист та режисер
- 2003 — «Тато» — сценарист та режисер
- 2004 — «Олігарх» — сценарист та режисер
- 2005 — «Вавилон» — сценарист та режисер
- 2008 — «Операція „Че Ґевара”» — сценарист; режисер Ахтем Сейтаблаєв
- 2009 — «Вікна» — сценарист; режисер Бата Недич

### Літературні твори
- Джовані Трапатоні: казка для підлітків, їхніх батьків, дідусів та бабусь. Літературна редакція: М. Савки та А. Левкової; обкл. В. Штанка. — Львів: «Видавництво Старого Лева», 2010.  — 372 с.[2]
- Кицька помаранчева. Художник Ю.Мітченко. — Київ: Видавництво «Лелека», 2003. — 7 с.: ілюстр.
- Останній забій. збірка романів та оповідань. Тернопіль: Видавництво «Джура», 2008. — 220 с.
- Отто, Принц Львівський. Художник О. Левська. — Львів:  «Видавництво Старого Лева», 2009. — 266 с.

Сценарії
- «Останній забій»
- «Очікувана злива»
- «Пісня Ґалаґана»
- «Forever»

П'єсу «Останній забій» поставлено Павлоградським державним академічним театром драми та комедії імені Бориса Захави.

## Нагороди
Ігрова курсова стрічка Олексія Росича «Тато» виборола у квітні 2003 року Ґран-прі на XIV фестивалі студентських фільмів «Пролог» (Київ) та Спеціальний приз журі найкращому акторові (Олексій Росич) на фестивалі «Відкрита ніч – дубль 7».
Сценарій Олексія Росича «Останній забій» виборов першу премію у кіносценарному конкурсі «Коронація слова». Цей твір уже має перемогу на студентському кінофестивалі КДІТМ «Пролог» — У 2001 році він отримав там Приз журі як найкращий сценарій повнометражного фільму. На тому ж фестивалі інший сценарій Олексія Росича — «Очікувана злива» — отримав Приз журі як найкращий сценарій короткометражного фільму, а також приз «KINO-КОЛО».